# Якуб Міхаловський
Якуб Міхаловський (пол. Jakub Michałowski; 6 травня 1612, Краків — 23 березня 1663) — польський мемуарист і бібліофіл 17 ст.

## Біографія
Народився в Мазовії (історична область у Польщі, в середній течії Вісли та нижній течії її притоки Західний Буг і Нарев) в сім'ї заможного польського шляхтича Мельхіора Міхаловського. Навчався в Замойській академії та Краківському університеті, пізніше служив при дворі короля Владислава IV Ваза. 12 лютого 1634 отримав по батькові уряд люблінського войського. Разом із молодшим братом Яцеком підтримував Яна-Казимира Ваза, представляв королевича на переделекційному сеймикові в м. Прошовіце (1648). Як хорунжий королівської корогви придворної шляхти брав участь у Зборівській битві 1649; пізніше — у Берестецькій битві 1651. З початком т. зв. Потопу 1655 року мусив із родиною тимчасово емігрувати до Угорщини (Кезмарк). Вірність Міхаловського польському королеві Яну II Казимиру Ваза була належно поцінована. 1658 і 1659 року він обирається депутатом на вальні сейми, а 28 лютого 1659 року отримав сенаторський титул і посаду бецького каштеляна.
Був видатним польським бібліофілом і мемуаристом, його зібрання — одне з найбагатших у Краківському воєводстві, ним користувався при написанні своєї хроніки знаменитий польський історик 17 ст. Веспасіян Коховський. Збирав насамперед рукописні джерела (королівські універсали, листи, щоденники, сеймові інструкції та ухвали, вірші, генеалогічні матеріали тощо) за 1600—1662 роки. Це були як оригінали, так і копії, котрі Міхаловський систематизував і переплітав у фоліанти значного обсягу. Є там і його авторські твори, передусім щоденники Зборівської битви 1649 року, під час якої він втратив частину своєї бібліотеки, та Берестецької битви 1651 року. У щоденниках та інших творах Міхаловського, як і в переважній більшості зібраних ним матеріалів, зафіксовано вороже ставлення до Національно-визвольної війни українського народу 1648–58, однак вони містять чимало оригінальних звісток. Найбільша і найцінніша частина колись великого зібрання Міхаловського зберігається у відділах рукописів Бібліотеки Польської АН у Кракові (сигнатури: 2251—2257) та Національної бібліотеки у Варшаві (25 рукописів). З одного із краківських збірників польський археограф З.Гельцель видав 1864 р. 355 документів, у тому числі листи Б.Хмельницького, І.Виговського, М.Кривоноса та ін. Зібрання Міхаловського, значна частина якого продовжує залишатися в рукописному вигляді, є важливим джерельним комплексом з військово-політичної історії України 17 ст.